# Vitali Primakov
Vitali Márkovich Primakov (ruso: Виталий Маркович Примаков, ucraniano: Віталій Маркович Примаков; Semiónovka, en la Gobernación de Chernígov (en el actual Óblast de Chernígov, Ucrania), el 18 de diciembre de 1897, y fue fusilado en Moscú el 12 de junio de 1937. Fue un General del Ejército Rojo que luchó en la Guerra Civil rusa, mandó a los Cosacos Rojos y alcanzó el grado de Komkor.

## Primeros años
Vitali Primakov nació en una familia de maestros, en el pequeño pueblo de Semiónovka. Se unió al Partido Obrero Socialdemócrata de Rusia en 1914, siendo arrestado en 1915 con los cargos de propaganda antibélica entre la guarnición de Chernígov. Fue sentenciado a exilio perpetuo en Siberia.

## Revolución
Fue liberado de su exilio durante la Revolución de Febrero de 1917. Se hizo miembro del Comité de Kiev del Partido Obrero Socialdemócrata de Rusia (bolchevique). Siendo delegado por la gobernación de Chernígov en el Segundo Congreso de los Soviets en Petrogrado, es nombrado para dirigir uno de los escuadrones que participaron en el asalto del Palacio de Invierno. Dirigió los escuadrones del Ejército Rojo que se enfrentaron a las tropas del General Piotr Krasnov cerca de Gátchina.

## Guerra Civil
En febrero de 1918 de la unión del Regimiento Ucraniano Bogún, del Regimiento Ucraniano de Tarashcha, y con las tropas cosacas que se habían pasado a los bolcheviques, se forma el Regimiento de Cosacos Rojos, que pronto se convertirá en una División. Desde agosto de 1919 Primakov es el jefe de la brigada. En octubre de 1919 fue nombrado jefe de la 8ª División de Caballería. En octubre de 1920 Primakov es nombrado jefe del Primer Cuerpo de Cosacos Rojos.
En noviembre de 1919 frente al ejército blanco, se destaca en el mantenimiento de Fatezh en la línea de Oriol-Kursk y el desempeño en la Guerra Polaco-Soviética en la zona de Proskúrov, es condecorado dos veces con la Orden de la Bandera Roja. Primakov recibe la tercera Orden de la Bandera Roja. Por las actuaciones contra la Revuelta de los Basmachí.
Primakov apoyó la disciplina con medidas punitivas, incluyendo los fusilamientos sin juicio previo de sospechosos de los pogromos de Kiev en 1922.

## Después de la Guerra Civil
En 1923 Primakov se gradúa en los cursos de Estado Mayor de la Academia del Ejército Rojo. Entre 1924 y 1925 dirige la Escuela Superior de Caballería en Leningrado.
Entre 1925 y 1926 fue enviado como Consejero Militar al Primer Ejército Nacional Chino. En 1927 fue nombrado agregado militar en Afganistán. En los disturbios dirigidos por el oficial turco Ragid-Bey, encabeza una expedición militar para la instauración del gobernante prosoviético Ammamula-Khan. Se sostiene que Primakov utilizó armas químicas contra las tribus rebeldes.
En 1930 es enviado como agregado militar a Japón.
Entre 1931 y 1933 manda el 13º Cuerpo de Infantería. En febrero de 1933 es nombrado ayudante del Comandante del Distrito Militar del Cáucaso Norte, y el diciembre de 1934 es nombrado Inspector de las Instituciones de Educación Superior del Ejército Rojo. Desde enero de 1935 es ayudante del comandante del Distrito Militar de Leningrado.

## Detención y Juicio
El 14 de agosto de 1936 Primakov es detenido en su dacha. El primer intento de detención por parte del NKVD se frustró. 
Después de ser brutalmente torturado, confesó formar parte de la Organización Militar Trotskista Antisoviética, implicando en sus declaraciones a A. I. Gekker (А. И. Геккер), B.S. Gorbachov (Б. С. Горбачёв), I. S. Kutyakov (И. С. Кутяков) entre otros.
Se reconoce culpable en la participación del Complot Militar Trotskista Antisoviético, junto con Mijaíl Tujachevski, Iona Yakir y Ieronim Uborévich. Es sentenciado a la pena capital por el Tribunal Especial de la Corte Suprema de la URSS el 11 de junio de 1937, siendo ejecutado inmediatamente. En esa época estaba casado en terceras nupcias con Lilia Brik quien había sido la musa de Vladímir Mayakovski.
Fue rehabilitado en 1957 durante la desestalinización.